# Loeka
La Loeka est une rivière affluente de l’Itimbiri, dans la république démocratique du Congo et donc un sous-affluent du fleuve Congo. 

## Géographie
Elle coule dans le territoire de Bumba et se jette dans l’Itimbiri avant que celle-ci ne se jette dans le fleuve Congo à une trentaine kilomètres à l’est de Bumba.
La Loeka prend source dans le secteur de Yandongi et coule principalement du nord au sud, séparant les secteurs de l’Itimbiri et de la Loeka au sud de la RN6.